# Chłopiatyn
Chłopiatyn is een plaats in het Poolse district  Hrubieszowski, woiwodschap Lublin. De plaats maakt deel uit van de gemeente Dołhobyczów en telt 163 inwoners.